# 기디언 멘사
기디언 멘사(영어: Gideon Mensah, 1998년 7월 18일 ~ )는 가나의 축구 선수로, 현재 프랑스 리그 1의 클럽 AJ 오세르에서 뛰고 있다. 포지션은 레프트 백이다.